# Aaata
Aaata Semenov, 1906 è un genere di coleotteri della famiglia Buprestidae.

## Tassonomia[5]
- Aaata finchi (Julodis finchi Waterhouse, 1884)